# Цшопау
Цшопау (њем. Zschopau) град је у њемачкој савезној држави Саксонија. Једно је од 69 општинских средишта округа Ерцгебирге. Према процјени из 2010. у граду је живјело 10.678 становника. Посједује регионалну шифру (AGS) 14521690.

## Географски и демографски подаци
Цшопау се налази у савезној држави Саксонија у округу Ерцгебирге. Град се налази на надморској висини од 350 метара. Површина општине износи 22,9 km². У самом граду је, према процјени из 2010. године, живјело 10.678 становника. Просјечна густина становништва износи 467 становника/km².

## Међународна сарадња
| Мјесто | Држава | Врста сарадње | Од    |
| ------ | ------ | ------------- | ----- |
| Лоуни  | Чешка  | партнерство   | 1972. |
| Извор  |        |               |       |